# Floscularia nuda
Floscularia nuda is een raderdiertjessoort uit de familie Flosculariidae. De wetenschappelijke naam van deze soort is voor het eerst geldig gepubliceerd in 1851 door Bailey.